# Mary Jane Tumbridge
Mary Jane Tumbridge (12 de julio de 1964) es una jinete bermudeña que compitió en la modalidad de concurso completo. Ganó una medalla de oro en los Juegos Panamericanos de 1999, en la prueba individual.

## Palmarés internacional
| Juegos Panamericanos | Juegos Panamericanos | Juegos Panamericanos | Juegos Panamericanos |
| Año                  | Lugar                | Medalla              | Categoría            |
| -------------------- | -------------------- | -------------------- | -------------------- |
| 1999                 | Winnipeg (Canadá)    | Medalla de oro       | Individual           |